# Paratonkinacris nigritibia
Paratonkinacris nigritibia är en insektsart som beskrevs av Zheng, Z. och Peng Fu 2000. Paratonkinacris nigritibia ingår i släktet Paratonkinacris och familjen gräshoppor. Inga underarter finns listade i Catalogue of Life.